# Anne-Madeleine Rémusat
Pour les autres membres de la famille, voir Famille Rémusat.
Madeleine Rémusat (Marseille, le 29 novembre 1696 - Marseille le 15 février 1730), en religion sœur Anne-Madeleine, est une religieuse visitandine, morte à 33 ans. Elle est considérée comme le successeur de sainte Marguerite-Marie Alacoque, et appelée à ce titre « l'apôtre du Sacré-Cœur ». Elle a été la propagatrice de la dévotion au Sacré-Cœur de Jésus et a été déclarée vénérable par l’Église catholique romaine. Stigmatisée, « morte en odeur de sainteté », elle avait reçu des messages de miséricorde du Sacré-Cœur. Elle fit consacrer le diocèse et la ville de Marseille au Cœur Sacré de Jésus par Mgr de Belsunce le 1er novembre 1720,,
Nota : En dehors de l'accentuation, ses prénom et patronyme s'écrivent Madeleine Remusat ou Madeleine de Remuzat ou Madeleine de Remusat ou Anne-Madeleine Remuzat ou encore Magdeleine Remuzat.
Un boulevard Madeleine Rémusat porte son nom dans le 13e arrondissement de Marseille.

## Biographie
Anne-Madeleine Rémusat est la fille de Hyacinthe de Rémusat, un négociant marseillais, et d'Anne Constans.

### Fondatrice
Après en avoir reçu l'approbation dans un bref du pape Clément XI en date du 30 août 1717, Anne-Madeleine Rémusat fonde l' Association de l'Adoration perpétuelle du Sacré-Cœur de Notre-Seigneur Jésus-Christ. À l'invitation de Mgr de Belsunce, elle en rédige elle-même les statuts qui, joints aux prières, litanies et exercices qu'elle modifie considérablement par rapport aux documents dont elle s'inspire, sont publiés le 30 mars en un petit livret ayant pour titre Manuel de l'Adoration perpétuelle du Sacré-Cœur. À sa mort, l'association comptera soixante mille membres, et elle sera élevée au rang d'archiconfrérie par le pape Léon XIII le 31 août 1880 .

### La peste à Marseille

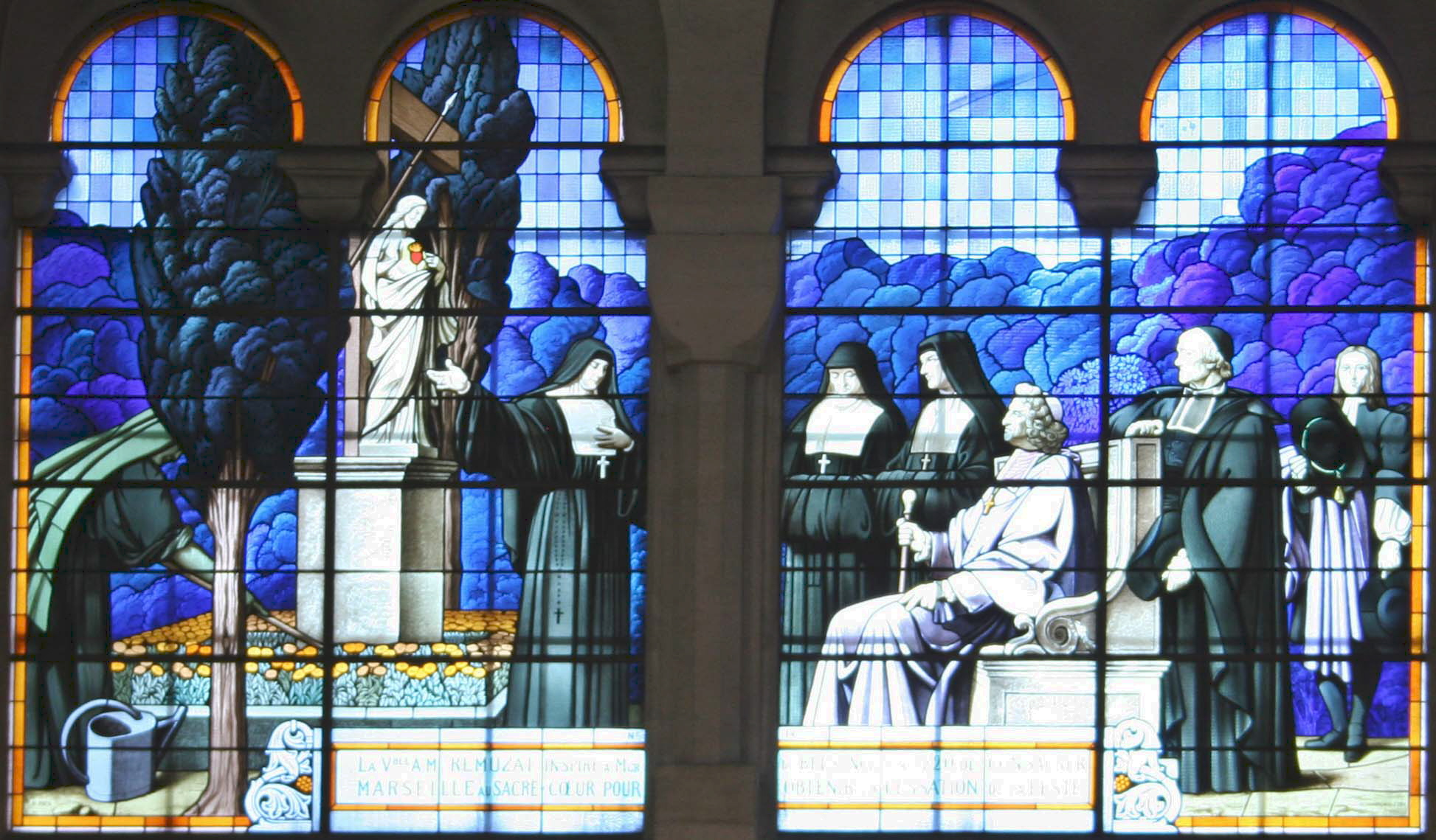
La Vble A M Remuzat inspire à Mgr de Belsunce en 1720 de consacrer Marseille au Sacré-Coeur pour obtenir la cessation de la peste (vitrail de la basilique du Sacré-cœur à Marseille).

La célèbre peste de Marseille se déclare en juillet 1720. En octobre, alors qu’elle est en adoration, le Christ lui fait entendre qu’à la faveur de ce fléau elle verra se réaliser l’institution d’une fête en l’honneur de son Cœur sacré. Le message est transmis à Mgr de Belsunce, qui décide le 1er novembre 1720 de consacrer Marseille et son diocèse au Sacré-Cœur de Jésus. Elle répandit alors des scapulaires du Sacré-Cœur portant le nom de sauvegarde, « petites pièces de drap rouge, sur lesquelles le divin Cœur est imprimé en noir sur une pièce d'étoffe blanche cousue sur la première. Il y est parfois écrit : Ô Cœur de Jésus, abîme d'amour et de miséricorde, je mets en vous toute ma confiance et j'espère tout de votre bonté. »

## Procès en béatification
Joseph Hyacinthe Albanès, docteur en théologie, historien de la Provence, fut chargé d'instruire la cause de béatification d'Anne-Madeleine Rémuzat après avoir instruit celle du pape Urbain V.
La cause de béatification a été introduite le 24 décembre 1891, puis reprise en 1921 sans aboutir, les preuves des miracles effectués par elle ayant été brûlées. 
Le 9 avril 2009, Mgr Georges Pontier, archevêque métropolitain de Marseille, a nommé Mgr Jean-Pierre Ellul postulateur de la cause en béatification. Mgr Ellul est recteur de la basilique du Sacré-Cœur de Marseille, lieu où est conservé le cœur d'Anne-Madeleine Rémuzat.
En février 2011, Mgr Ellul a été reçu au Vatican, à la Congrégation pour la cause des Saints. Il a pu rencontrer le Père Daniel OLS, O.P., rapporteur pour les causes françaises et celle au Monastère Mater Ecclesiae des Visitandines de Rome à qui il a remis un dossier, transmis au Saint-Père Benoît XVI.
En parallèle, Mgr Ellul travaille à faire connaître la vie et l’œuvre de la vénérable Anne-Madeleine Rémusat sur Internet, à travers un site qu'il met à jour régulièrement et même d'une page sur un réseau social bien connu[Lequel ?]. Il espère ainsi permettre l'accélération de cette cause, notamment, grâce à l'aide des internautes, par la découverte de documents disparus depuis le XIXe siècle.
Avec l'accord et la présence de Mgr Georges Pontier, la session d'ouverture de l'Enquête du procès en béatification et canonisation se tient dans la basilique du Sacré-Cœur de Marseille le samedi 15 février 2014.
Depuis 2018 un postulateur a été nommé à Rome sous l'impulsion du cardinal Jean-Marc Aveline et du Père Bernard Ardura ; l'enquête se poursuit par l'écriture de la Positio confiée au Professeur JC Ricci.
L'Association Anne-Madeleine Remuzat (loi 1901) accompagne le processeur de béatification. le président en est Mgr Jean-Pierre Ellul.

## Œuvres
- Manuel de l'Adoration perpétuelle du Sacré-Cœur (1718)[9], dans lequel elle inclut des litanies. Ce sont ces litanies (connues sous le nom de Litanies de Marseille) qui seront approuvées par le pape Léon XIII en 1899[17].

## Pour approfondir